# Баден-Баден
Ба́ден-Ба́ден (нім. Baden-Baden; до 1931 називався Баден) — місто в ФРН у землі Баден-Вюртемберг, розташоване у відрогах Шварцвальду. Історичний центр регіону Баден. Найбільший бальнеологічний і кліматичний курорт Західної Європи. Населення становить 55 449 осіб. (станом на 31 грудня 2020).
Баден-Баден відомий як курортне місто, а також як місто медіа, мистецтва та міжнародних фестивалів. 
Римляни вже використовували гарячі термальні джерела тут, на краю Шварцвальду.
У середні віки Баден-Баден був столицею маркграфства Баден, що дало назву історичному регіону Баден. 
Після катастрофічної міської пожежі в 1689 році він втратив статус столиці (перенесено до Раштату).
У XIX столітті курортне місто було відкрито заново і, частково завдяки прибутку від казино, перетворилося на міжнародне важливе місце зустрічей знаті та заможних громадян. 
Багата, добре збережена матеріальна та нематеріальна спадщина збереглася з цього розквіту XIX століття. 
24 липня 2021 року Комітет світової спадщини ЮНЕСКО додав Баден-Баден до Списку світової спадщини як одне з одинадцяти важливих курортних міст Європи. 

## Розташування
Міський округ Баден-Баден оточений районом Раштат. 
Баден-Баден розташований на західній околиці північного Шварцвальду в долині Ос, невеликої річки, яка впадає в Мург приблизно за 13 км далі біля Раштата. 
Східні частини міста частково розташовані на схилах Шварцвальду. 
Найвищою точкою міста є гора Баденер-Гее (1002 м). 
Західні частини міста лежать у передгірній зоні та Верхньорейнській рівнині, де найнижча точка району на висоті 112 м знаходиться в Геггенау в природному заповіднику Раштатер-Рід.

## Структура міста
Місто Баден-Баден має поділ на одинадцять районів: Балг, Еберштайнбург, Гауеберштайн, центральне місто, Ліхтенталь (з Обербойерном і Ґерольдзау), Нойваєр, Ос, Зандваєр, Штайнбах, Варнгальт і Вестштадт. 

Є також численні інші житлові райони з власними назвами, деякі з яких дуже розкидані: Гайсбах, Галленбах (Варнхальт), Гунгерберг, Мальшбах, Мюрих, Мюлленбах, Шмальбах, Шнекенбах (Нойваєр), Зеелах, Умвег (Штайнбах) і Унтерер-Плеттіг.
У міському окрузі Баден-Баден є три незаселені ексклави сусідньої громади Зінцхайм, включно з монастирем Фремерсберг.

## Заповідні території
У районі між Баденер-Гее і Шварцвальдгохштрассе Баден-Баден є частиною національного парку Шварцвальд. 
Сім заповідників повністю або частково знаходяться в межах міста. 
Понад 60 відсотків муніципальної території знаходиться під охороною ландшафту, переважно в охоронній ландшафтній зоні Баден-Бадена. 
Шість великих природних пам’яток у Баден-Бадені включно з водоспадом Герольдзау у Вольфшлюхті. 
Десятки окремих дерев у садах, парках і лісах охороняються як пам'ятки природи. 

## Клімат
Клімат у цій місцевості має помірну різницю між максимумами та мінімумами, а опади випадають цілий рік. Підтип кліматичної класифікації Кеппена для цього клімату — «Cfb» (морський клімат західного узбережжя/океанічний клімат).
| Клімат Баден-Бадена                        | Клімат Баден-Бадена | Клімат Баден-Бадена | Клімат Баден-Бадена | Клімат Баден-Бадена | Клімат Баден-Бадена | Клімат Баден-Бадена | Клімат Баден-Бадена | Клімат Баден-Бадена | Клімат Баден-Бадена | Клімат Баден-Бадена | Клімат Баден-Бадена | Клімат Баден-Бадена | Клімат Баден-Бадена |
| Показник                                   | Січ.                | Лют.                | Бер.                | Квіт.               | Трав.               | Черв.               | Лип.                | Серп.               | Вер.                | Жовт.               | Лист.               | Груд.               | Рік                 |
| Абсолютний максимум, °C                    | 19,3                | 22,3                | 26,6                | 31,6                | 32,7                | 35,5                | 38,0                | 37,8                | 33,6                | 28,4                | 21,6                | 19,7                | 38,0                |
| Середній максимум, °C                      | 5,6                 | 7,1                 | 11,4                | 16,0                | 19,8                | 23,2                | 25,2                | 25,1                | 20,5                | 15,4                | 9,5                 | 6,3                 | 15,4                |
| Середня температура, °C                    | 2,2                 | 2,9                 | 6,2                 | 10,0                | 14,1                | 17,5                | 19,3                | 18,9                | 14,7                | 10,4                | 5,7                 | 3,0                 | 10,4                |
| Середній мінімум, °C                       | −1,3                | −1,1                | 1,4                 | 4,1                 | 8,2                 | 11,6                | 13,5                | 13,1                | 9,5                 | 6,1                 | 2,2                 | −0,2                | 5,6                 |
| Абсолютний мінімум, °C                     | −19,5               | −21,3               | −15,3               | −7,3                | −1,4                | 2,2                 | 4,4                 | 3,8                 | 0,6                 | −5,1                | −10,2               | −16,8               | −21,3               |
| Середня кількість сонячних годин на місяць | 52,9                | 78,4                | 132,7               | 182,4               | 204,4               | 223,7               | 237,7               | 223,3               | 164,5               | 103,0               | 55,3                | 41,2                | 1699,5              |
| Норма опадів, мм                           | 107.3               | 99.1                | 106.2               | 78.8                | 118.5               | 103.9               | 116.9               | 103.1               | 91.1                | 109.1               | 113.1               | 122.1               | 1269.2              |
| Днів з опадами                             | 17,7                | 16,0                | 15,7                | 13,5                | 15,8                | 14,4                | 14,9                | 13,6                | 12,7                | 15,0                | 16,9                | 19,1                | 185,4               |
| Вологість повітря, %                       | 83.1                | 79.3                | 74.3                | 70.0                | 71.4                | 71.2                | 70.7                | 73.4                | 78.2                | 83.2                | 86.0                | 84.8                | 77.1                |
| ------------------------------------------ | ------------------- | ------------------- | ------------------- | ------------------- | ------------------- | ------------------- | ------------------- | ------------------- | ------------------- | ------------------- | ------------------- | ------------------- | ------------------- |

## Історія

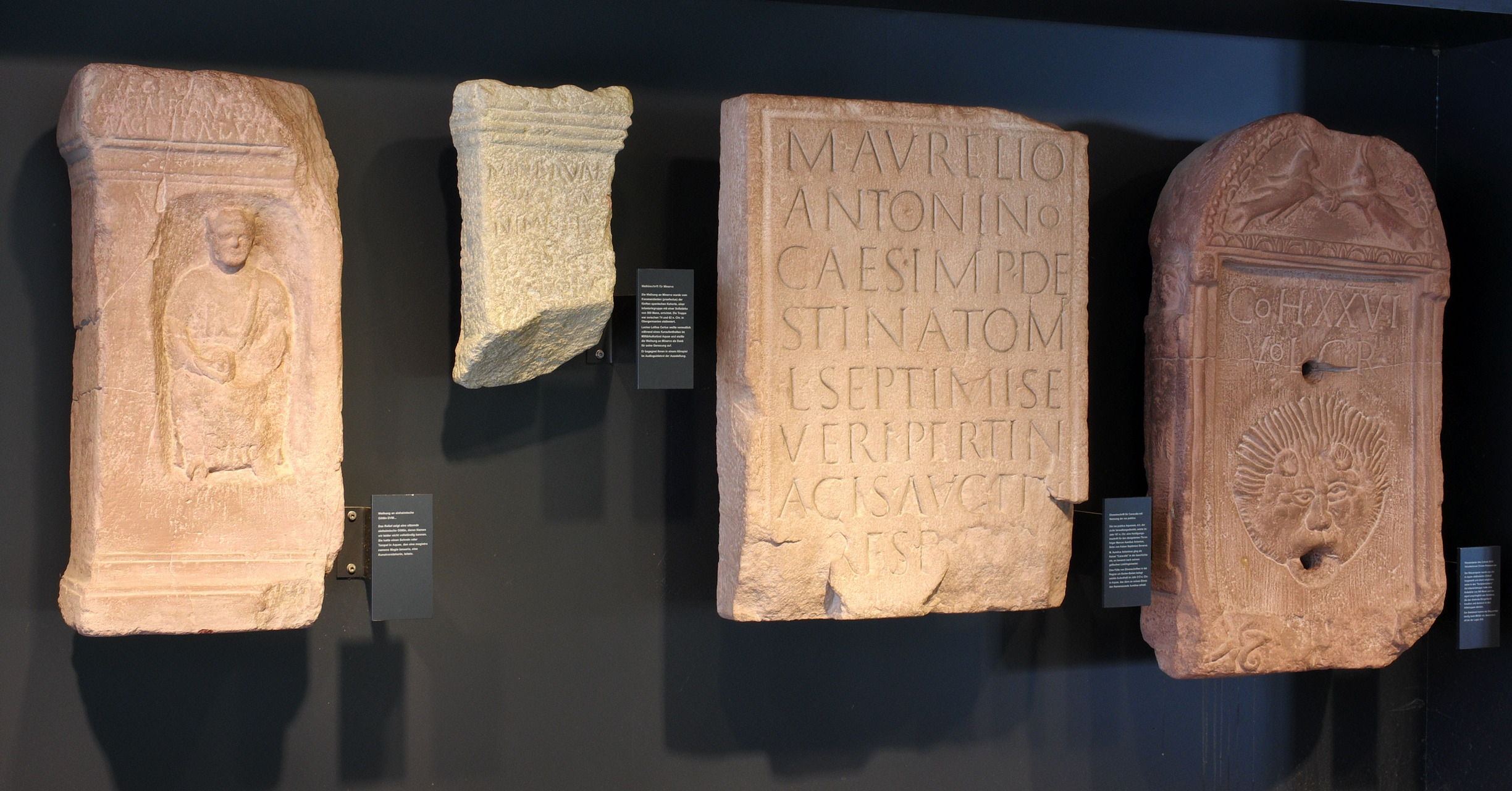
Римські барельєфи з Аква

### Передісторія
Перші сліди поселення в долині Осу датовані мезолітом приблизно 8000-4000 років до н.е., могильні знахідки на рівнині Рейну та на передгір'ях Шварцвальду також задокументовані для наступних епох кам'яної та бронзової доби. 
Є ще руїни кельтського кільцевого муру на Баттерті.

### Аква
Баден-Баден набув особливого значення завдяки римлянам, які цінували термальні джерела, температура яких досягала 68 градусів за Цельсієм . 
Після окупації територій на правому березі Рейну за імператора Веспасіана вони спочатку заснували військовий табір на південь від сьогоднішнього старого міста на плато «Реттіг» приблизно в середині 70-х рр. по Р.Х.. 
Після того, як звідти в районі старого міста було побудовано поселення та купальні, табір змінився на репрезентативну будівлю для адміністративних потреб. 
Місце називалося Аква. 
Він перетворився на військовий курорт і мав кілька ванн. 
Цезарська терма знаходилася в районі сьогоднішнього колегіального костелу. 
Згідно з написом на камені, імператор Марк Аврелій Антонін (Каракалла) розкішно розширив її у 213 році. 
У бруківці сьогоднішньої ринкової площі вміщено поверховий план будівлі. 
Солдатські лазні були розташовані в районі сьогоднішнього Фридрихсбада, і руїни відкриті для відвідування. 
Згідно з сучасними відомостями, ядро міського поселення було розташоване вздовж Ротенбаха. 

Згідно з керамічними знахідками, Аква, ймовірно, була побудована уздовж вигнутої вулиці між Ланге-штрассе 16 і Гернсбахер-штрассе 42. 
 
Крім того, розкопки вказують на існування освяченої території на південний схід від купалень (Römerplatz) і місця уламків на схід від міста в Ротенбахталь. 
Є також свідчення наявності продуктового кіоску на території, де тепер Гернсбахерштрассе, і каналу, який йшов на південь від Ротенбах уздовж Гернсбахерштрассе і використовувався для відведення стічних вод. 
На північний захід від поселення, на Осі біля сучасної площі Гінденбургплац, було римське поховання з кількома могилами як військових, так і цивільних. 

Vicus був адміністративним центром. 
Вперше згадується в написі 197 року нашої ери як respublica Aquensis. 
З 213/217 з'явилася назва Civitas Aquensis, або пізніше — Aurelia. 

Розмір civitas невідома; припускають, що вона знаходилася в середній частині Верхньої Рейнської рівнини та в північному Шварцвальді.

### Період переселення народів і Середньовіччя

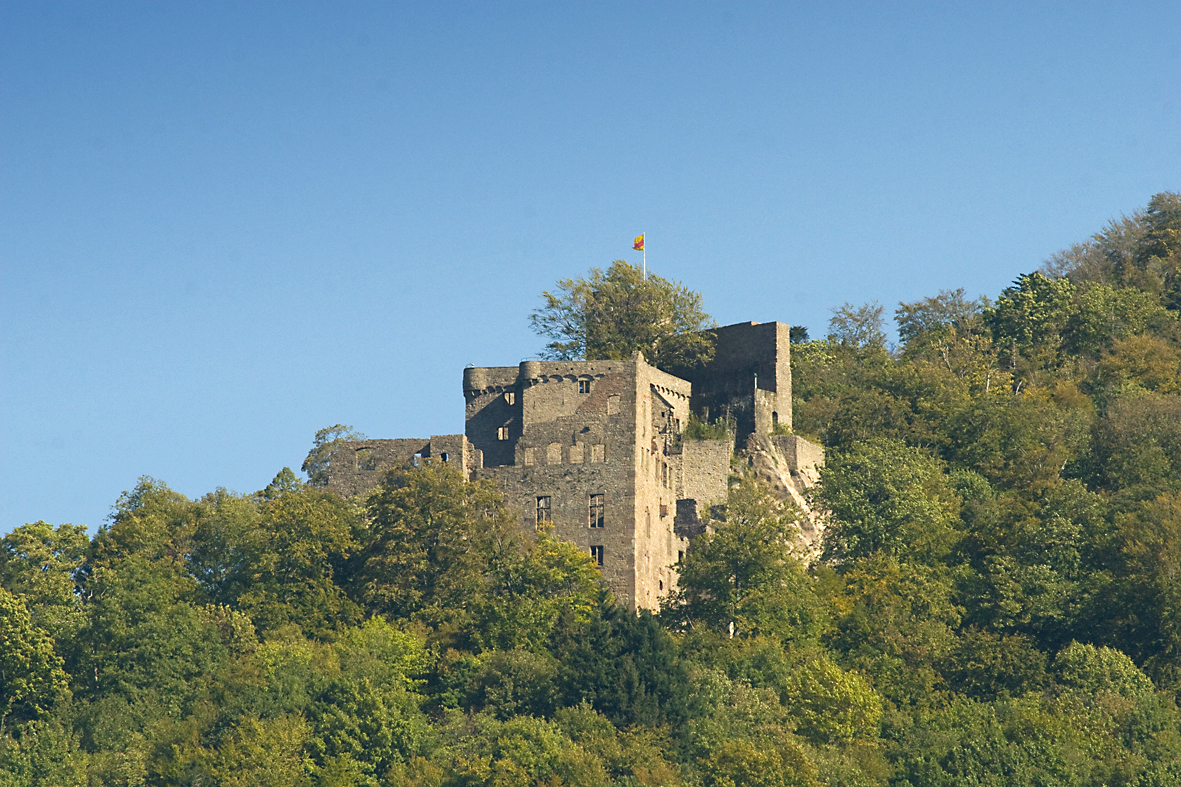
Руїни Гогенбадену, так званий Старий замок на Баттерт

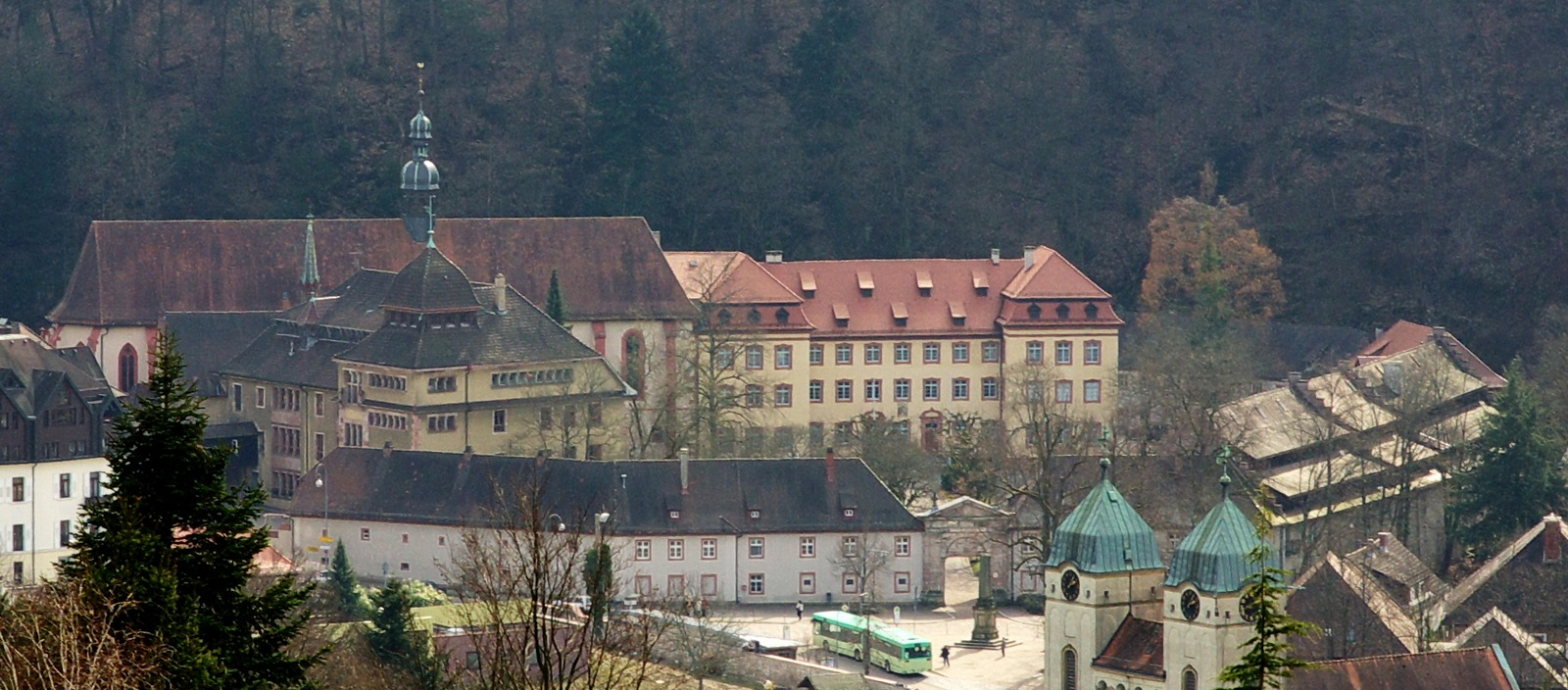
Монастир Ліхтенталь

Близько 500 року територія потрапила під правління франків

і стала прикордонним містом алеманської племінної області, яка починалася на південь від Осу. 
Перша документальна згадка про Баден-Баден викликає суперечки. 
Згідно документа, який часто називають підробкою Середньовіччя і не є оригіналом, король Меровінгів Дагоберт III в 712 р., згідно з іншою інтерпретацією, Дагоберт II в 675 р., який пожертвував Марку та її гарячі джерела монастирю Вайсенбург. 
Це місце називають «balneas […] in pago Auciacensi sitas» («купальні, розташовані в Осгау») і «balneis, quas dicunt Aquas calidas» («купальні, які вони називають Aquas calidas [гарячі джерела]»). 
У документі 856 р. йдеться про ту саму пожертву і він також викликає суперечки. 
Першим надійним післяантичним свідченням є дарча грамота Оттона III 987 року, де місце називається «Бадон» і вперше згадується церква. 

Як ринкове місто вперше згадуються в 1046 році.
Замок Гогенбаден побудовано близько 1100 року. 
Маркграф Герман II з родини Церингерів придбав територію навколо Баден-Бадена на початку XII століття і вперше назвав себе маркграфом Бадена або лордом маркграфства Баден в 1112 році. 
Ліхтентальський монастир засновано в 1245 році і до 1372 року був місцем поховання маркграфів Баденських. 
Приблизно в той же час (близько 1250 р.) Баден здобув права міста. 
Баден вперше прямо згадується як такий в 1288 році. 

З дозволу маркграфа Фрідріха II термальні джерела використовувалися для ванн з 1306 року. 
Наприкінці XIV століття на Шлосбергу був побудований замок, який утворює ядро сучасного Нового замку. 
У 1417 році король Сигізмунд відвідав місто Баден.
У 1453 році парафіяльний костел був перетворений на колегіат і став місцем поховання маркграфів.
За маркграфа Христофа I у 1479 році резиденція була перенесена із замку Гогенбаден до Нового замку. 

### Місто Баден-Баден у Новий час

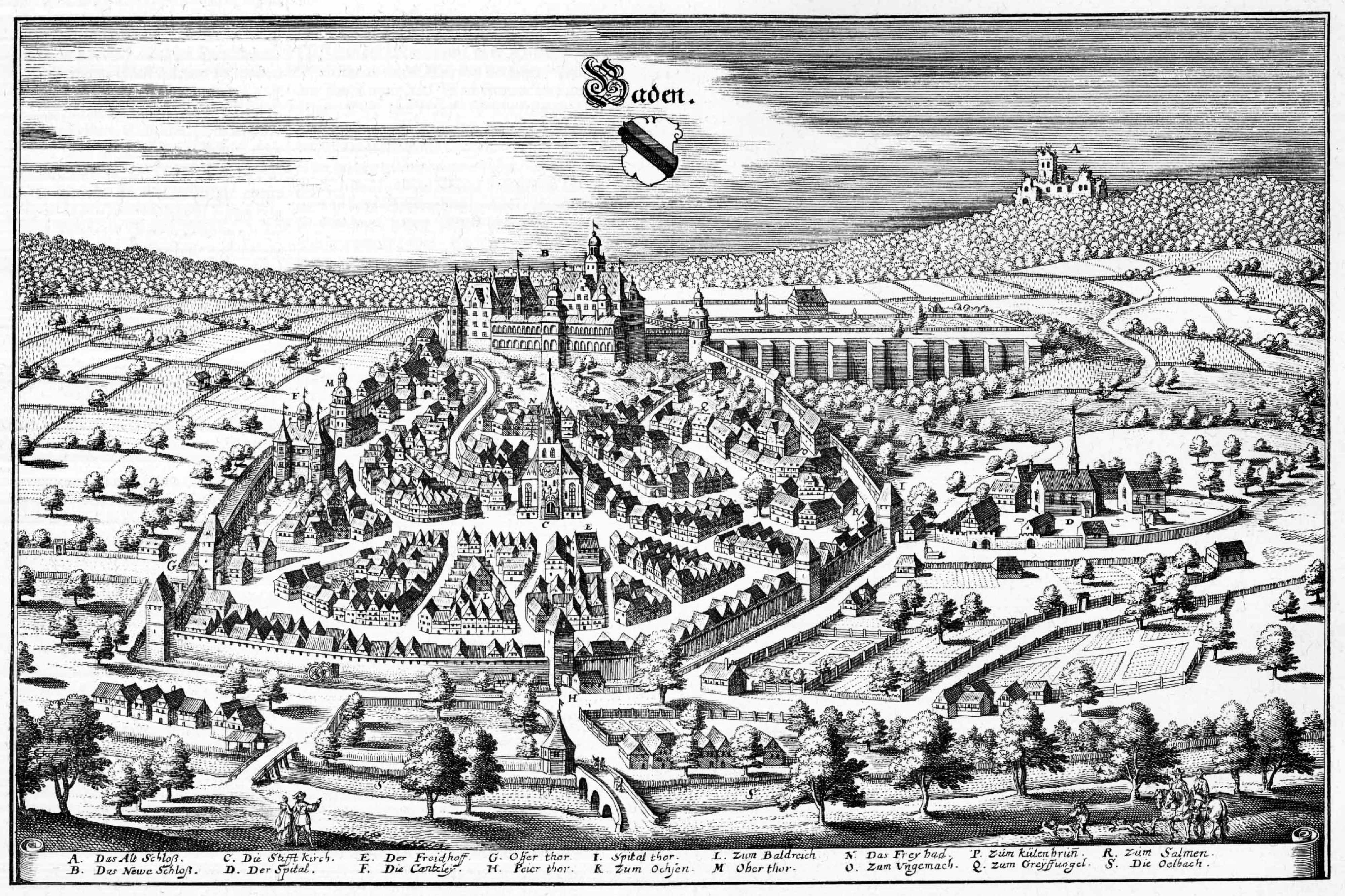
Вид на місто згідно з Маттеуса Меріана, 1643 рік

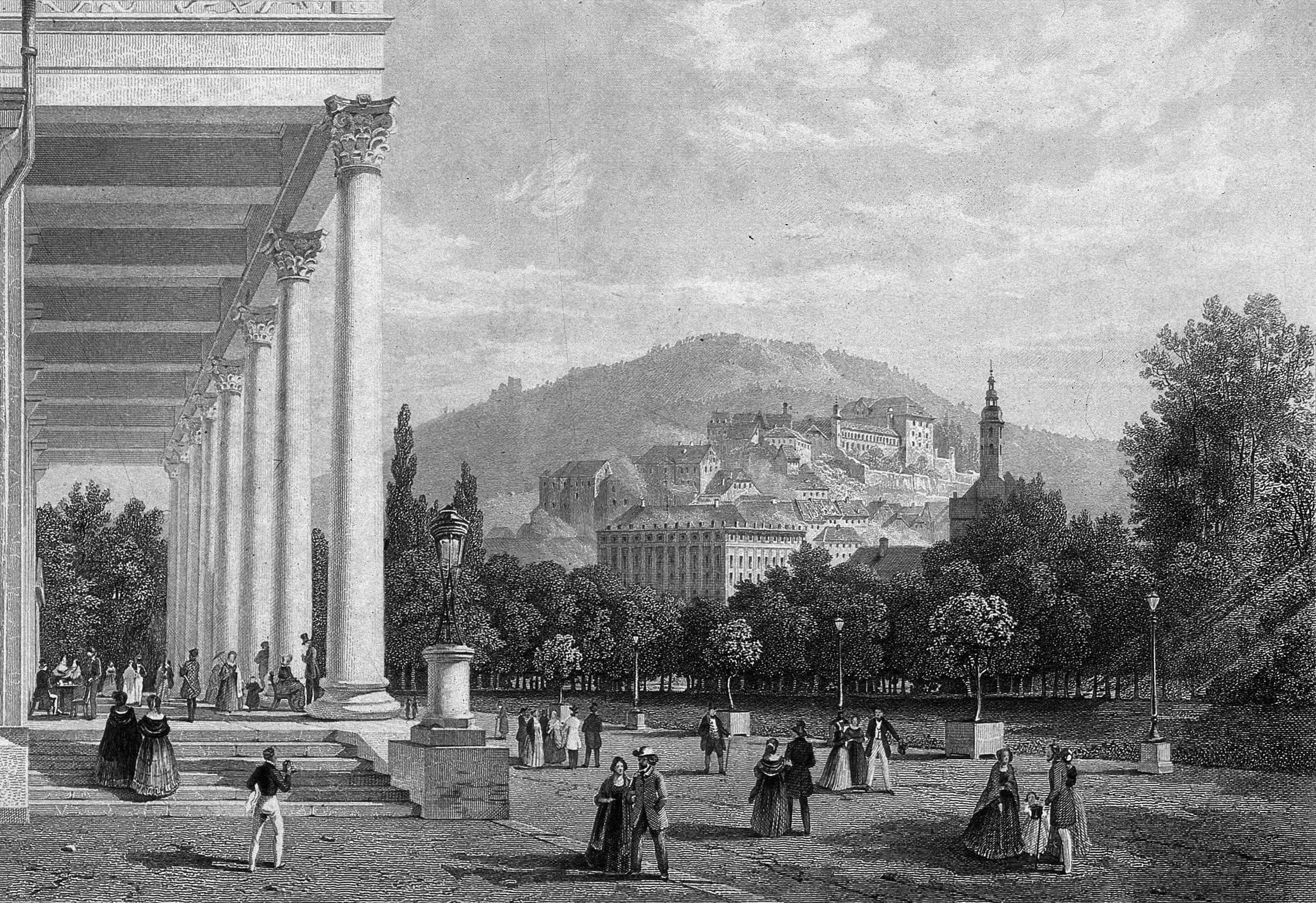
Кургауз в XIX ст.

Перший туристичний податок було стягнуто в 1507 році, і директор курорту опікувався зародженням курортного бізнесу. З 1500 року місто входило до Швабського імперського округу. 
Після поділу маркграфства Баден в 1535 році сьогоднішній Баден-Баден залишився резиденцією бернардинської лінії правлячого дому та столицею маркграфства Баден-Баден.
У 1570-1631 рр. місто було охоплене полюванням на відьом. 
134 людини в місті та його нинішніх районах потрапили під суд над відьмами, і щонайменше 102 загинули. 
Остання страта відбулася в 1631 році, стратили Маргарету, дружину слюсаря Якоба Діоніса. 

Під час війни за Пфальцьку спадщину Баден-Баден був спалений французькими військами 24 серпня 1689 року, в результаті чого спа-операції припинилися. 

У 1705 році Людвіг Вільгельм Баден-Баденський переніс резиденцію до Раштату.
Завдяки Раштатському конгресу наприкінці XVIII століття Баден-Баден був заново відкритий і згодом перетворений державою Баден на вишуканий оздоровчий курорт. 
Багато знатних гостей зробили це місце «літньою столицею Європи». 
Париж був «зимовою столицею». 
Були побудовані розкішні готелі, Кургауз (1821-1824) і казино (1810-1811), яке, однак, було знову закрито в 1872 році і знову відкрито в 1933-1943 рр. 

З 1858 року на іподромі в Іффецгаймі проводяться міжнародні скачки. 
Спочатку вони були організовані першим туристичним підприємцем і меценатом Едуардом Беназе та фінансувалися за рахунок прибутку від казино Баден-Бадена, орендарем якого він був. 
У 1872 році заснований того ж року Міжнародний клуб Баден-Бадена взявся за організацію скачок. 

У 1844 році Магістральна залізниця Бадена з'єднала передмістя Ос із залізничною мережею. 
З відгалуженням на міський вокзал в 1845 році залізницю отримала і сама здравниця. 
З 1910 року в межах міста курсував баден-баденський трамвай, який в 1949-1971 рр. замінили тролейбуси.
Музичний павільйон Баден-Бадена, побудований в 1858 році, використовувався для курортних концертів до 1912 року. 
Сьогодні на його місці стоїть Курмушель. 
У 1863 році було створено округ Баден, який містив райони Ахерн, Баден, Бюль, Раштат та Гернсбах. 
Окружне управління Бадена було скасовано в 1924 році, але місто Баден-Баден було оголошено міським округом в 1939 році.
Баден-Баден не був однією з головних цілей стратегічної повітряної війни. 
Але 11 березня 1943 р. район Ліхтенталь був вражений бомбами, костел Св. Боніфація був сильно пошкоджений і повністю згорів. 

Після того, як 17 грудня 1944 року район Балг також був вражений бомбами, близько 300 будинків (тобто близько третини Ос) було зруйновано під час повітряного нальоту на район Ос 30 грудня 1944 року. 
Озерська церква також була сильно пошкоджена. 
2 січня 1945 року новий повітряний наліт на залізничну станцію Ос і казарми на Шварцвальдштрассе знову завдав значних руйнувань. 

Загалом 3,1 відсотка міста було знищено авіаційними нальотами. 
Загалом загинуло 125 осіб. 

З 9615 квартир, що існували в 1939 році, 296 (3,07 відсотка) були повністю зруйновані і 557 (5,77 відсотка) були сильно пошкоджені, а наприкінці війни 79 000 м³ уламків мали бути вивезені. 

Після Другої світової війни Баден-Баден став резиденцією французького зонального уряду та штабом французьких збройних сил у Німеччині. 
Казино відновило роботу в 1950 році.

Südwestfunk було засновано в Баден-Бадені, чий наступник Südwestrundfunk все ще виробляє тут свої програми сьогодні. 
У 1977 році залізничну колію до центру міста було закрито, а станцію Озер було названо залізничною станцією Баден-Баден. 
У 1981 році в Баден-Бадені відбулася друга державна садівнича виставка Баден-Вюртемберга.
У 1963 році в Баден-Бадені відбулася сесія МОК, а в 1981 році відбувся одинадцятий Олімпійський конгрес. 
Величезні проблеми стояли на порядку денному обох конференцій, які були вирішені в Баден-Бадені і зрештою забезпечили подальше існування Олімпійських ігор. 
Крім того, в 1981 році два міста Калгарі (Канада) і Сеул (Південна Корея) були номіновані як місця проведення Олімпійських ігор 1988 року. 
У 1996 році Міжнародний олімпійський комітет (МОК) присвоїв Баден-Баден титул Олімпійського міста за його заслуги перед олімпійським рухом. 
Баден-Баден став дев'ятим містом у світі, удостоєним цього звання. 
Його зовнішнім символом є «Олімпійський кубок», створений П'єром де Кубертеном, який президент МОК Хуан Антоніо Самаранч особисто вручив у Баден-Бадені в 1997 році.
Німецька медіа-премія вручається в Баден-Бадені з 1992 року. 
Після виведення французьких збройних сил в 1999 році великі території та будівлі в західних міських районах стали доступними для цивільного використання. 
Відтоді там створено новий район Сіте.
3 і 4 квітня 2009 року Баден-Баден був одним із місць проведення саміту НАТО з нагоди 60-ї річниці . У Кургаузі відбувся робочий обід для глав держав і урядів країн-учасниць. 17 і 18 березня 2017 року в Баден-Бадені відбулася зустріч міністрів фінансів і керівників центральних банків країн G20. 

## Культура і пам'ятки

### Театри та майданчики

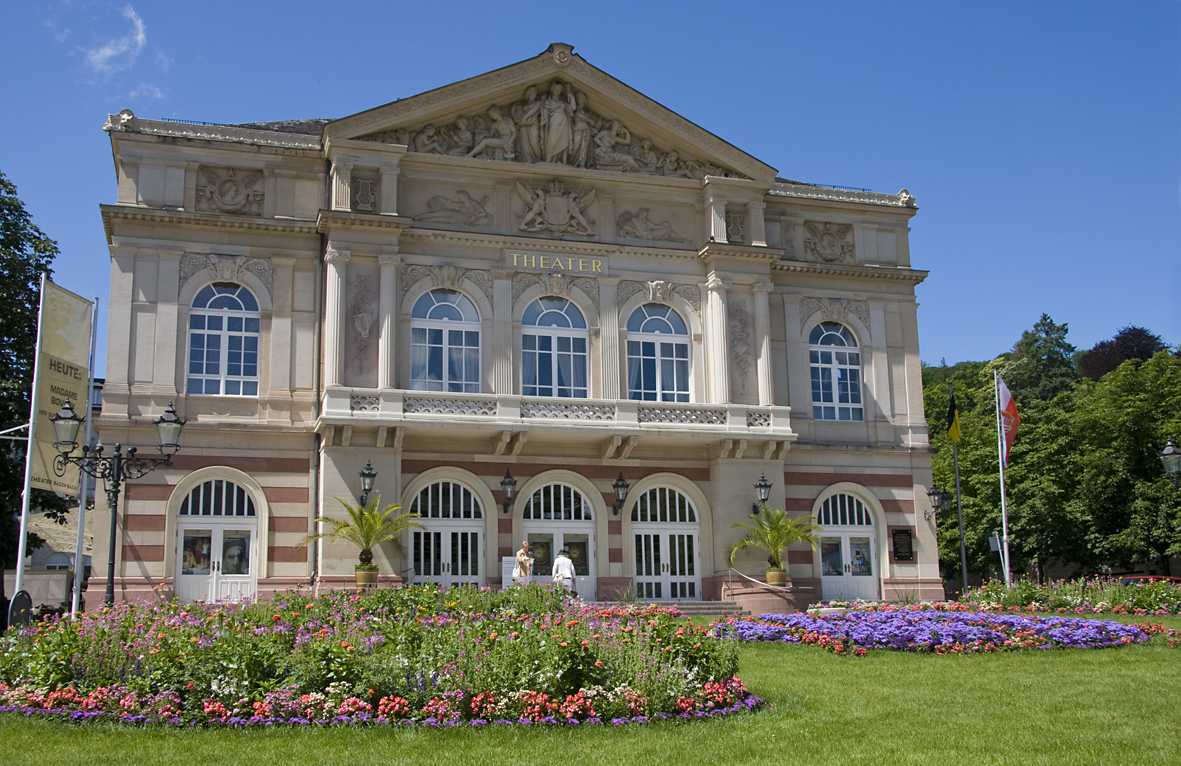
Театр Баден-Бадена

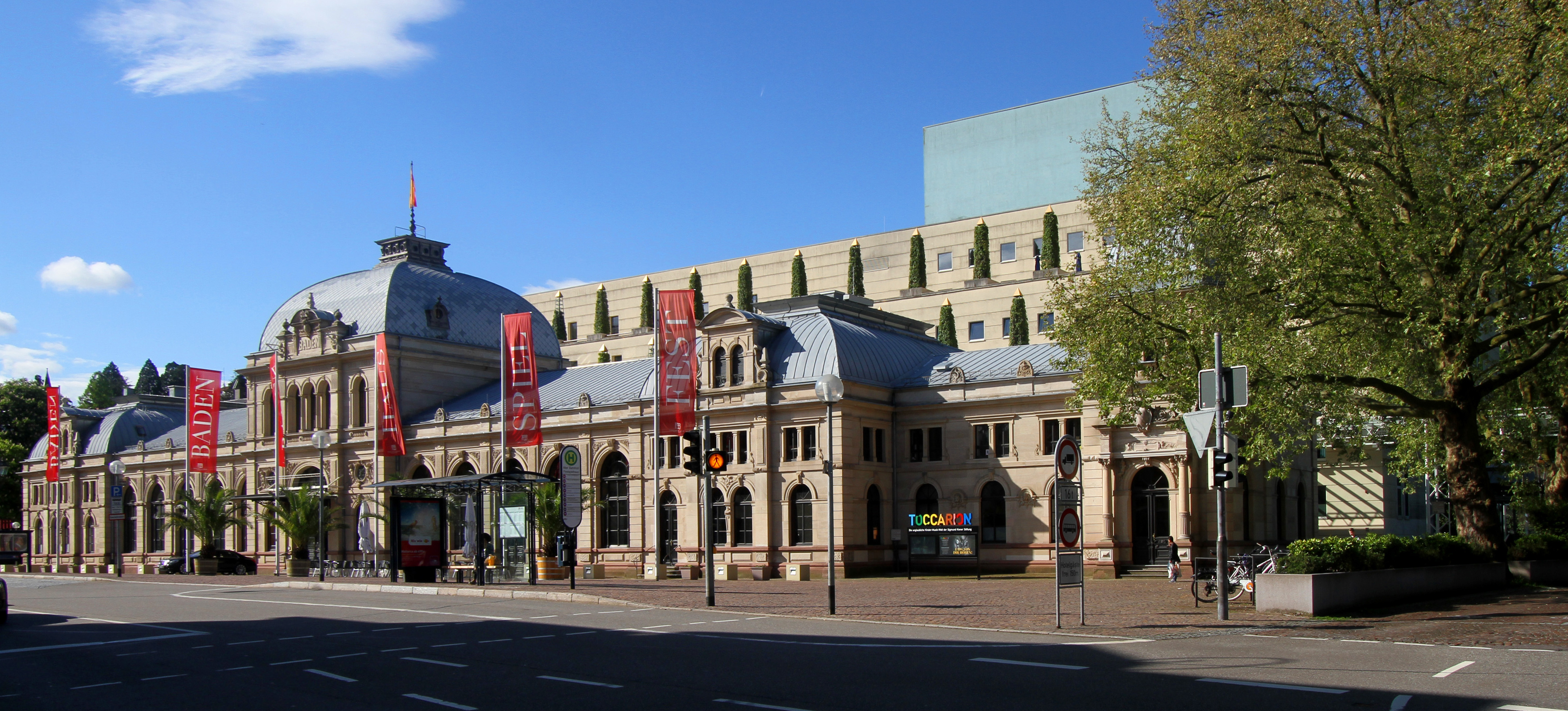
Фестивальний зал

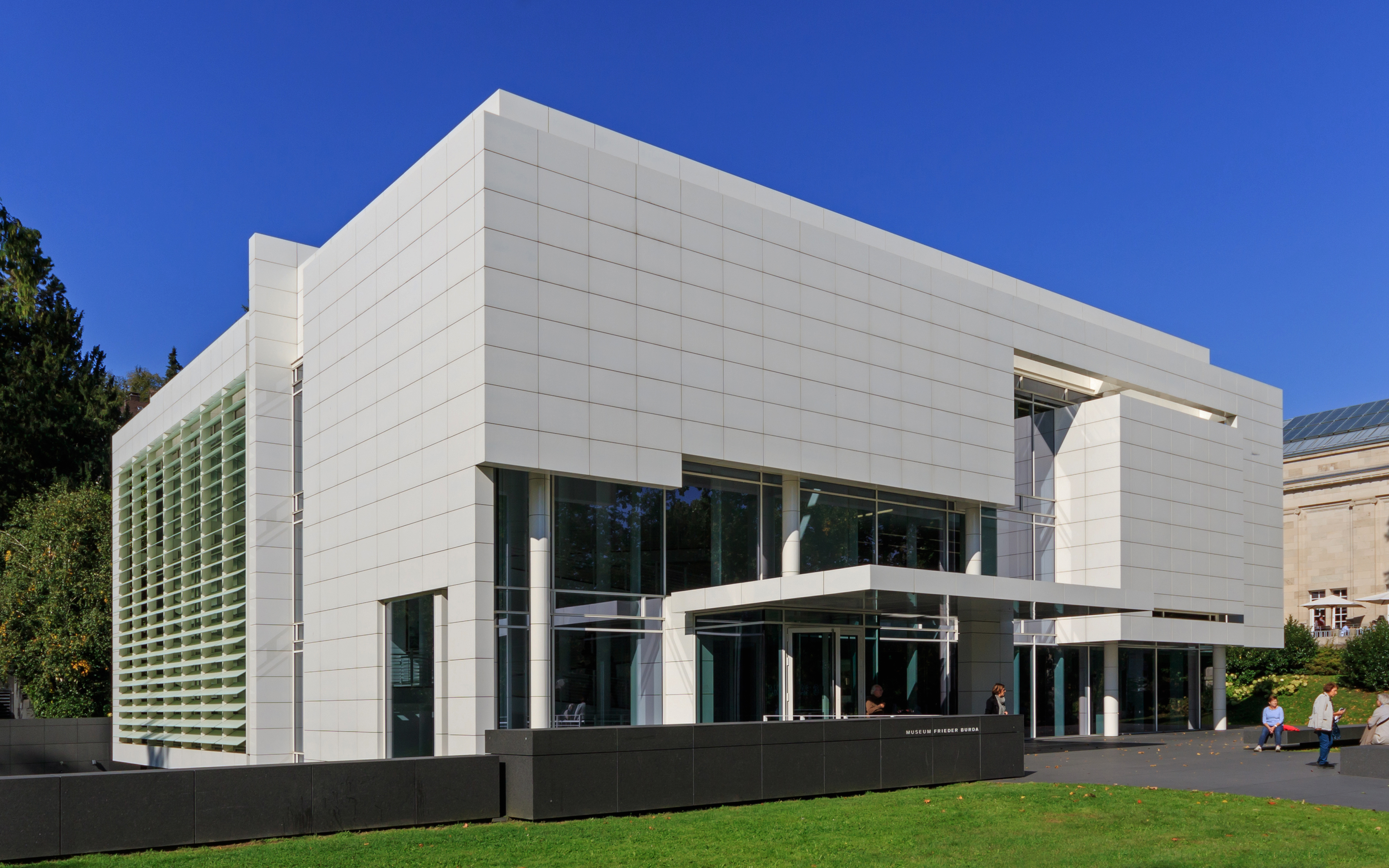
Музей Фрідера Бурди

Баден-Баденський театр — сцена з постійним ансамблем. 
Крім того, дзеркальне фойє в театрі використовується і для невеликих постановок. 
Розташований поруч із театром ТІК (Театр у декораціях) служить сценою для дитячих та молодіжних вистав.
Фестивальний зал, створений шляхом повної реконструкції колишнього міського залізничного вокзалу, є другим за величиною концертним залом у Європі з операми, мюзиклами та концертами.
У Кургаузі регулярно проводяться концерти, бали, а також танцювальні, дитячі та комедійні/кабаре заходи. 
Конгрес-центр на Аугустаплац приймає ярмарки, конференції та заходи, такі як вручення Премії Німецьких ЗМІ .

### Музеї
- Міський музей Баден-Бадена[de]
- Державна художня галерея Баден-Бадена на Ліхтентальській алеї
- Музей Фрідера Бурди[de], побудований Річардом Меєром
- Музей мистецтва і техніки XIX століття[de] на Ліхтентальській алеї
- Руїни римської лазні[de]
- Музей Фаберже
- Резиденція Брамса на Максиміліанштрассе, 85
- Художній музей Герке-Ремунда з виставкою про Фріду Кало (немає оригінальних картин)[23]

### Будівлі
Баден-Баден не зазнав серйозних руйнувань під час Другої світової війни і є одним із найкраще збережених курортів Німеччини. 
Міський пейзаж характеризується видатними зразками курортної архітектури ХІХ – початку ХХ ст. 

Архітектурно-соціальним центром і визначною пам'яткою міста є Кургауз із знаменитим казино.
У старому місті Баден-Бадена є численні крамниці та кав'ярні. 
У курортному районі є сучасні Терми Каракалли, Фрідріхсбад з ХІХ століття та руїни римської лазні. 
Першим розкішним готелем був готель Бадішер-Гоф; ще один відомий готель — Brenners Park-Hotel & Spa.
Інші визначні пам'ятки: класицистична вілла Гамільтон, або Кургауз, спроектований Фрідріхом Вайнбреннером, водний художній комплекс Парадиз, монастир Ліхтенталь, замок Гогенбаден, Новий замок і дім Брамса.
Варто також згадати дві будівлі спадкоємця Вайнбреннера Генріха Гюбша, провідного представника німецького романтизму: питний зал Баден-Бадена (колонний зал безпосередньо в Кургаузі) і колишня парова лазня (нижче Нового палацу).
Варто згадати церкви: Колегіальну, Євангельську міську, Шпитальну, Св. Бернарда, Св. Іоанна, Російську, каплицю Стурдзи та Св. Христофора . 
У виноградниках поблизу Ліхтенталер-Еккгофен є Каплиця Діви Марії.
Поселення Освінкель — місто-сад за планами Пауля Шміттеннера.
Фунікулер Меркур приведе вас до місцевої гори Меркур, висотою 669  м, з оглядовою та передавальною вежею. 
На Фремерсберзі є Фремерсбергтурм, направлена радіовежа з оглядовим майданчиком. На найвищій точці району Баден-Баден на Баденер-Гее (1002,2  м над рівнем моря ) знаходиться 30-метрова оглядова вежа Фрідріхштурм.

### Парки

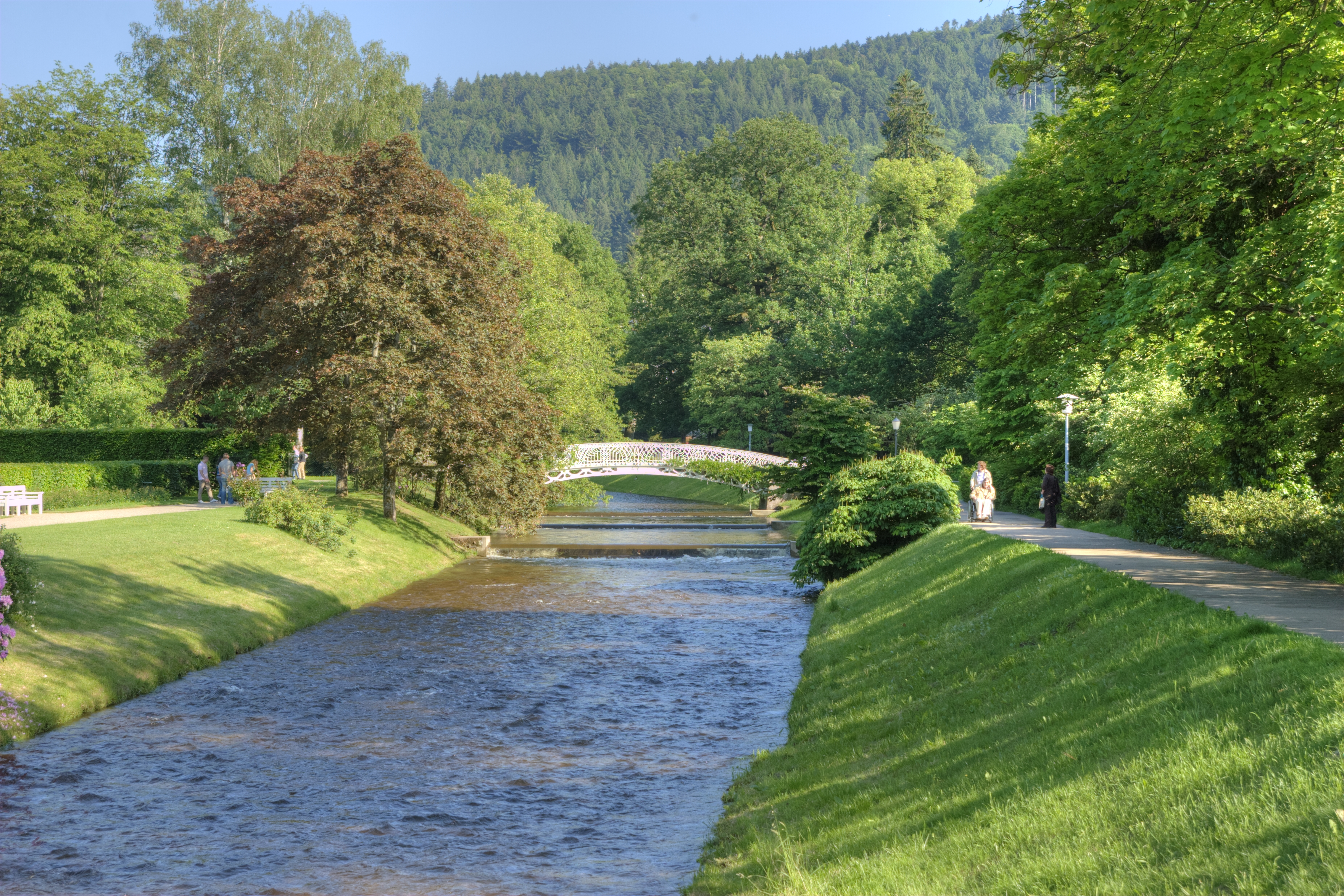
Річка Ос та Ліхтентальська алея

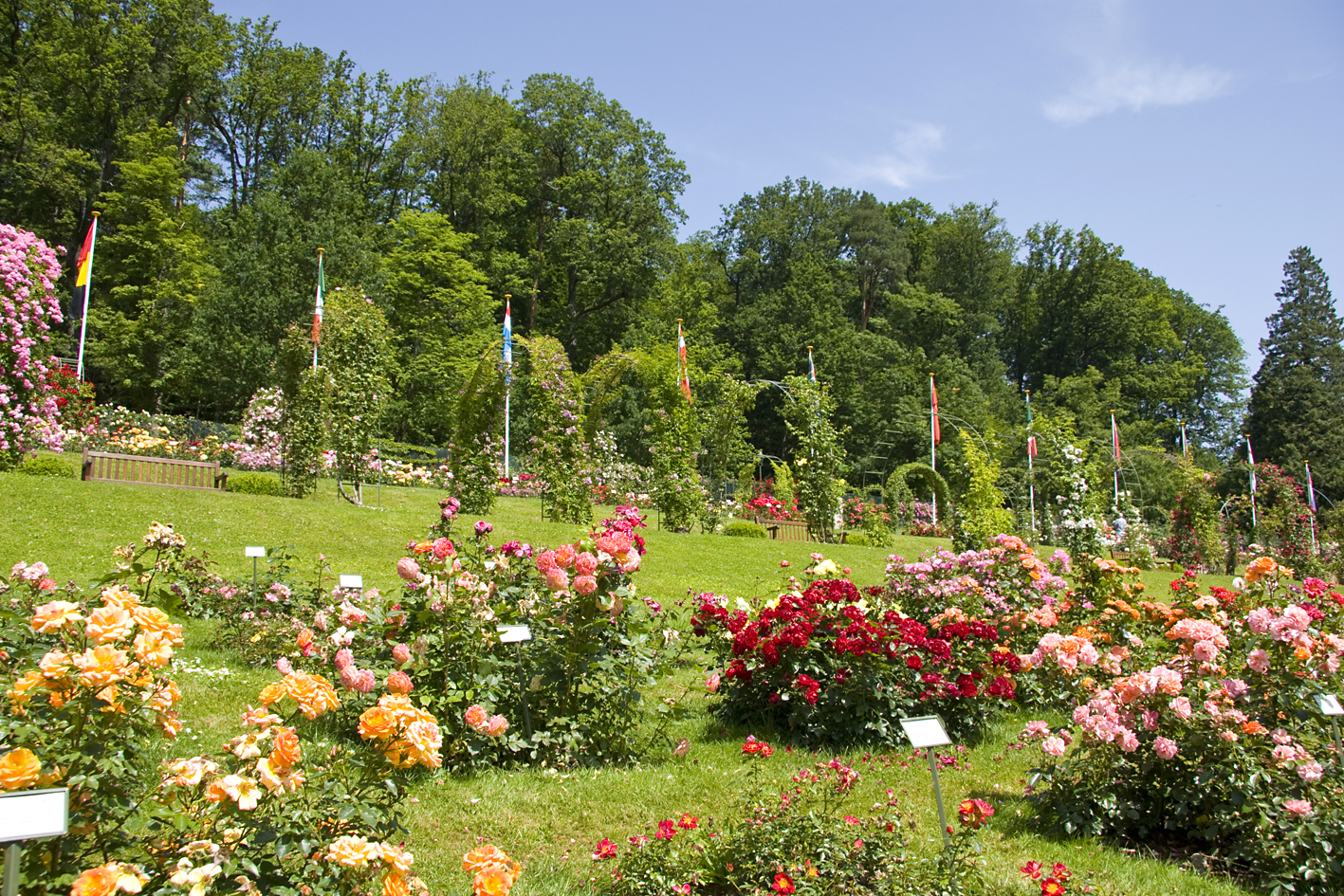
Трояндовий сад у Бойтігу

Найвідоміший парк Баден-Бадену — Ліхтентальська алея розташована між Ліхтентальським монастирем та Театром на Осі з розарієм у Геннеранлаге. 
Ландшафтний парк усередині міста продовжується лівим берегом Ос біля Кургаузу та Трінкгалле, вздовж Кайзераллеї та Міхаельсберга біля каплиці Стурдза. 
Сотні екзотичних дерев висаджені на об’єктах, і ростуть завдяки м’якому клімату, створеному під впливом рівнини Верхнього Рейну, включаючи деякі з найтовстіших секвой у Німеччині. 
Парковий дизайн долин і пагорбів на схід і північ від Нового палацу був створений для Державної садової виставки в 1981 році. 

Конкурс новинок троянд проводиться щороку в саду новинок троянд Бойтіг.

## Транспорт

### Дорожній рух
Баден-Баден розташований на федеральній трасі 5 (Карлсруе – Базель). 
Панорамно-туристичний маршрут — Автобан B500 — починається в Баден-Бадені і закінчується у Фройденштадті. 
Місцями розташована на висоті понад 1000 м, водіям відкриваються краєвиди північного Шварцвальду та краєвиди Рейнської рівнини, Вогезів, Швабського Альбу та Альп.
Для того, щоб розвантажити центр міста від наскрізного руху, який раніше був зосереджений у вузькій долині, Шлоссбергтангенте було побудовано на півночі та Михаїльстунель (2544 м) на захід від центру міста. 
Через цей другий за довжиною автомобільний тунель у Баден-Вюртемберзі з 1989 року проходить федеральна автомагістраль 500. 
Відтоді центральна площа Леопольдсплац закрита для проїзду.
Федеральна траса 3 проходить повз райони Штайнбах, Ос, а також Зандвеєр і Гауеберштайн.

### Колійний та  громадський транспорт

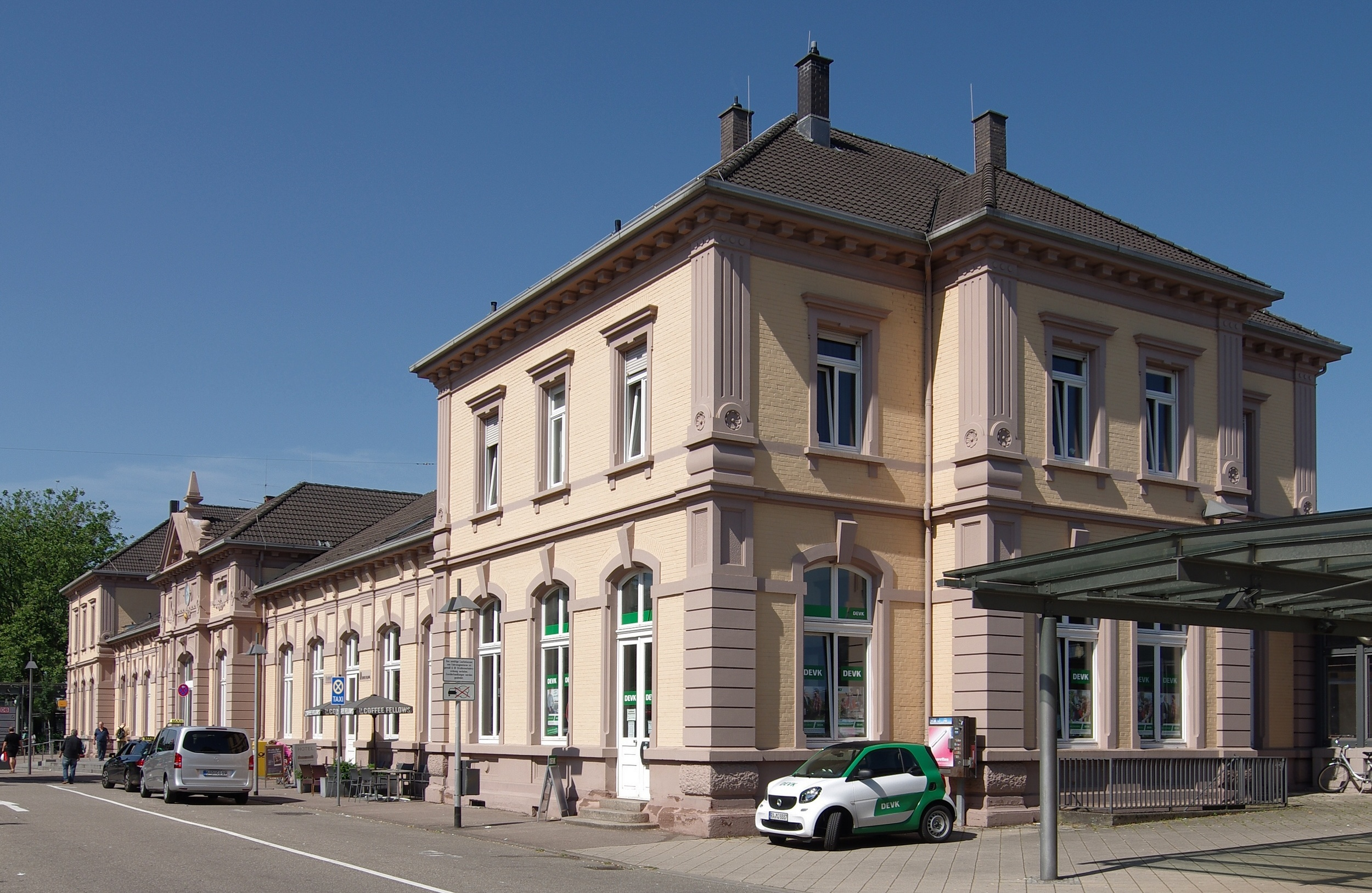
Залізничний вокзал Баден-Бадена

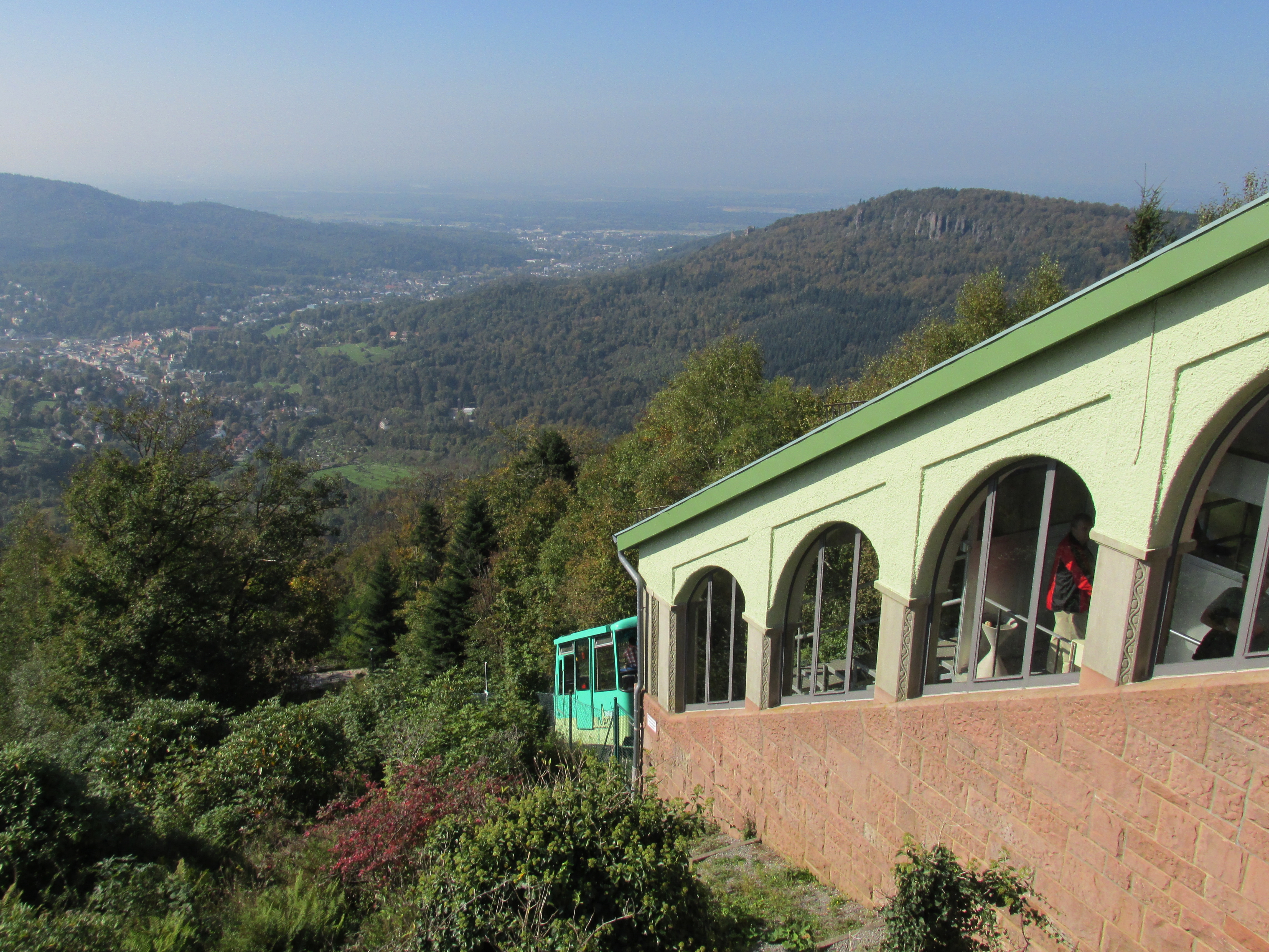
Горишня станція фунікулеру Меркур

Залізнична станція Баден-Бадена (раніше: Баден-Ос) — зупинка Intercity-Express на Райнтальбані, що прямує з Мангайма до Базеля. 
Потяги на Шварцвальдбані, що курсують від Карлсруе до Констанца, щогодини зупиняються на станції Баден-Баден.
Regional-Express Карлсруе – Базель також зупиняється в Баден-Бадені щогодини в години пік. 
Лінії штадтбану S7 і S71 під орудою Albtal-Verkehrs-Gesellschaft забезпечують пряме сполучення з Бюлем, Раштатом, Еттлінгеном і Карлсруе. 
У 2010 році залізничний вокзал Баден-Бадена був обраний Allianz pro Schiene як «Залізничний вокзал року» в категорії залізничних вокзалів у невеликих містах.
Крім того, місцевий громадський транспорт (ÖPNV) забезпечується транспортними компаніями, які обслуговують увесь район міста та деякі сусідні міста кількома автобусними маршрутами. 
Основною лінією є автобус 201, який курсує кожні дванадцять хвилин протягом дня від залізничного вокзалу в районі Ос через Вестштадт через центр міста до Ліхтенталя або Обербоєрна.
Міський трамвай працював 24 січня 1910 — 28 лютого 1951 року. 
Він мав маршрути метрової колії довжиною близько 15 км і був замінений тролейбусом Баден-Бадена, який курсував паралельним маршрутом з 26 червня 1949 року до 31 липня 1971 року.
Раніше в Баден-Бадені було дві залізничні станції, тому що 1845-1977 рр. колія сполучала залізничну станцію Баден-Ос (сьогодні: Баден-Баден) на Райнтальбані з кінцевою станцією Баден-Бадена. 
Її вокзал «Alter Bahnhof» після її закриття, використовувється як фестивального залу з 1998 року. 
Останній пасажирський поїзд курсував колією 24 вересня 1977 року. 
Маршрут залізниці від Баден-Бадена до Баден-Баден-Ос було перетворено на так званий «зелений вхід» у рамках Державної садової виставки в Баден-Бадені. 
Зараз на місці колишньої кінцевої станції розташовані фестивальний зал, вхід до Михайлівського тунелю, підземний паркінг і зелена зона зі ставком.
Крім того, у двох нинішніх районах Гауеберштайн і Штайнбах були залізничні станції на Райнтальбані, які, однак, були закпиті в 1970-х роках. 
Їх відновлено під час розширення лінії штрасенбану від Карлсруе до Ахерна. 
Зупинка в Штайнбаху отримала нову назву Баден-Баден-Ребланд.
З 1913 року на вершину Меркур курсує фунікулер.
Фунікулер Меркур піднімається на висоту 370 м на відстань 1192 м. 

### Повітряний транспорт

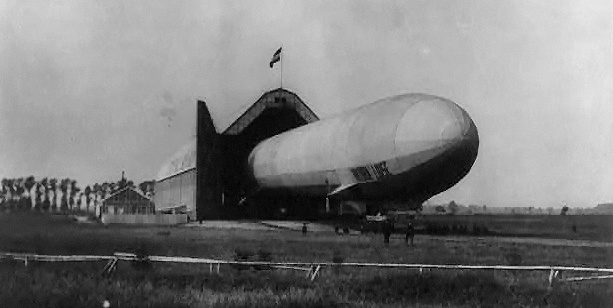
Цепелін на аеродромі Озер в 1914 році

Місто Баден-Баден обслуговується аеропортом Карлсруе/Баден-Баден, який є другим за пасажирообігом комерційним аеропортом у Баден-Вюртемберзі з приблизно мільйоном пасажирів на рік 
. 
Він розташований у Баден-Аїрпарку, колишній базі ВПС Канади, приблизно за 10 км на захід від центру міста Баден-Баден у районі Рейнмюнстер-Зеллінген.